# Puchar Interkontynentalny w Lekkoatletyce 2010 – bieg na 3000 m z przeszkodami mężczyzn
Bieg na 3000 metrów z przeszkodami mężczyzn – jedna z konkurencji rozegranych podczas pucharu interkontynentalnego w Splicie. Przeszkodowcy rywalizowali 5 września – drugiego dnia zawodów.

## Rezultaty
| Poz. | Zawodnik                    | Reprezentacja  | Czas       |
| ---- | --------------------------- | -------------- | ---------- |
| 1.   | Richard Mateelong           | Afryka         | 8:09.67 CR |
| 2.   | Roba Gari                   | Afryka         | 8:09.87 NR |
| 3.   | Mahiedine Mekhissi-Benabbad | Europa         | 8:09.96    |
| 4.   | Benjamin Kiplagat           | Afryka         | 8:14.47    |
| 5.   | Ion Luchianov               | Europa         | 8:22.86    |
| 6.   | Youcef Abdi                 | Azja i Oceania | 8:23.39 SB |
| 7.   | Tareq Mubarak Taher         | Azja           | 8:26.54    |
| 8.   | Daniel Huling               | Ameryka        | 8:27.59    |
| 9.   | José Alberto Sánchez        | Ameryka        | 8:48.11    |
| 10.  | José Luis Blanco            | Europa         | 8:48.79    |